# Passo delle Palade
Le passo delle Palade (Gampenpass en allemand) est un col situé dans les Alpes italiennes, à une altitude de 1 512 mètres.

## Histoire
De 1927 à 1948, le col constituait la frontière provinciale entre le Tyrol du Sud et le Trentin ; depuis l'annexion du Deutschnonsberg au Tyrol du Sud, la frontière s'étend plus au sud à San Felice (commune de Senale-San Felice).

## Cyclisme
Il a été grimpé lors de la 2e étape du Tour des Alpes 2022, cependant il ne comptait pas au classement des grimpeurs.